# (2369) Chekhov
(2369) Tchekhov, désignation internationale (2369) Chekhov, est un astéroïde de la ceinture principale.

## Description
(2369) Tchekhov est un astéroïde de la ceinture principale. Il fut découvert le 4 avril 1976 à Naoutchnyï par Nikolaï Tchernykh. Il porte le nom de Anton Tchekhov. Il présente une orbite caractérisée par un demi-grand axe de 2,78 UA, une excentricité de 0,05 et une inclinaison de 2,6° par rapport à l'écliptique.

## Compléments